# Белобрюхая пеночка
Белобрюхая пеночка, или восточная светлобрюхая пеночка (лат. Phylloscopus orientalis), — певчая птица семейства пеночковых. Ранее таксон считался подвидом светлобрюхой пеночки (Phylloscopus bonelli).

## Описание
Внешним видом похожа на светлобрюхую пеночку и пеночку-зарничку. Отличается от них более светлой серой окраской верха головы и спины, помимо этого более короткими клювом и хвостом. Самцы и самки имеют одинаковую окраску.

## Ареал
Гнездовой ареал простирается от Балкан до Турции. Европейские популяции насчитывают от 28 тысяч до 108 тысяч гнездящихся пар. Большие группы птиц гнездятся в Греции, Болгарии и Турции.  В горах лбитает до высоты 1800 метров над уровнем моря. На зимовку вид мигрирует в Африку к югу от Сахары. Как редкий залётный вид может встречаться в Северной Европе.

## Размножение
Период гнездования длится с апреля по сентябрь. Гнездо, свитое из стебельков, листьев и травы, укрыто в траве на земле. Самка кладет от 4 до 6 яиц. Самка высиживает яйца от 13 до 14 дней. Молодые птицы пребывают в гнезде от 11 до 13 дней.